# River Exe
Der River Exe ist ein etwa 95 km langer Zufluss des Ärmelkanals im Südwesten Englands.

## Verlauf
Der Fluss entspringt an der Ostflanke des Exmoor Forest im Exmoor-Nationalpark im Nordwesten der Grafschaft Somerset. Die Quelle liegt lediglich 9 Kilometer von der Südküste des Bristolkanals entfernt, doch der River Exe fließt nach Südosten, bevor er bei Exton in Richtung Süden abbiegt. Seine Mündung befindet sich bei Exmouth an der Südküste der Grafschaft Devon am Ärmelkanal und ist als ein rund zehn Kilometer langes Ästuar ausgebildet. Dieses Ästuar befindet sich in einer Ria, einem einst tief ins Gelände eingeschnittenen Flusstal, das in der Nacheiszeit vom Meer geflutet wurde.
Zahlreiche Dörfer und Städte am Flusslauf sind nach dem Exe benannt, darunter Exford, Up Exe, Nether Exe, Exwick, Exton, Exebridge, Exminster, Exeter und Exmouth. Eine weitere bedeutende Ortschaft ist Tiverton.